# Handyabhängigkeit
Handyabhängigkeit oder Smartphoneabhängigkeit (umgangssprachlich auch Handysucht oder Smartphonesucht) ist der zwanghafte Drang, ein Handy oder Smartphone zu bedienen. 
Als Begleiterscheinung kann eine Angst vor dem Verlust des Zugangs zu Telekommunikationsmedien entstehen (Nomophobie). Ob das exzessive Nutzen von Handys bzw. Smartphones als Krankheit gelten kann, ist bisher nicht eindeutig geklärt. So gibt es bislang keinen Code im Klassifizierungssystem für medizinische bzw. psychiatrische Diagnosen (ICD-10, DSM-5), auch wegen einer geringen Anzahl von wissenschaftlichen Studien.

## Merkmale und Symptome
Die Handyabhängigkeit ist vor allem dadurch gekennzeichnet, dass Betroffene ihr Handy immer eingeschaltet haben und ständig im Auge behalten. Das Handy nicht bei sich zu tragen, löst häufig Nervosität, teils sogar Angstzustände oder Panik aus. Dabei stellt nicht direkt das Handy das Problem dar, sondern der Wunsch, stets über die aktuellen Geschehnisse in der näheren Umgebung informiert und für andere Menschen erreichbar zu sein. Allerdings findet sich in dieser Telekommunikation selten tatsächliche Zuwendung, sondern es werden meist eher oberflächliche Unterhaltungen über belanglose Themen geführt. Häufig hat die Handyabhängigkeit, wie auch andere Formen der Abhängigkeit, eine soziale Isolation des Betroffenen von der Gesellschaft bzw. von seinem sozialen Umfeld zur Folge.
Weiterhin wird, vor allem im Hinblick auf Smartphones, ein enger Zusammenhang zur Internetabhängigkeit vermutet, welcher unter anderem in den USA im Rahmen der Debatten über das Mobile and Internet Dependency Syndrome (MAIDS) immer häufiger diskutiert wird. Es ist demnach schwierig, zwischen Handy- bzw. Smartphone- und Internetabhängigkeit zu unterscheiden.
Die Anzeichen einer Handyabhängigkeit umfassen ein immer eingeschaltetes Mobiltelefon, einen ständigen Drang zu telefonieren, das zwanghafte Kontrollieren des Erhalts neuer Nachrichten, das häufige Abrufen der Mailbox, den chronischen Drang zur Kontaktaufnahme, Konzentrationsmangel und Nervosität bis hin zu Angst und Depressionen in Abwesenheit des Handys (z. B. wenn es zu Hause vergessen wurde) und Angst, ein Gespräch zu versäumen (und somit Angst davor, von einem sozialen Netzwerk abgeschnitten zu werden). Zudem empfinden Betroffene häufig ein Gefühl der Leere und Einsamkeit in Situationen, die nicht mit anderen Tätigkeiten oder mit Geräuschen ausgefüllt werden können – wie unproduktive Momente, über welche dann die Beschäftigung mit dem Mobiltelefon hinweghilft. Auch in Situationen, in denen Betroffene der Wahrnehmung durch andere ausgesetzt sind und sich beobachtet fühlen, wird häufig zum Handy gegriffen, sodass diesem eine Schutzfunktion zukommt. Verschiedene Faktoren weisen außerdem auf eine Handyabhängigkeit hin, wie beispielsweise zwanghaftes Verhalten zum Kauf des neuesten Modells, Abgelenktheit und Zwanghaftigkeit sowie Priorisierung der ständigen Erreichbarkeit.
Menschen, die unter einer substanzungebundenen Abhängigkeit leiden, zeigen nicht selten Verhaltensweisen wie Betroffene einer substanzgebundenen Abhängigkeit, wie die Verwendung der Abhängigkeit, um vor Konflikten wegzulaufen, sich ablenken zu lassen oder abzutauchen. Das Erleben und die Gedanken kreisen ständig um das Objekt der Begierde, welches Beruhigung und Zufriedenheit verspricht. Tritt der erhoffte Effekt nicht ein, sind Kontrollverlust, Steigerung der Dosis oder Entzugserscheinungen die Folgen.
Diese Verhaltensweisen spiegeln sich wider in dem zwanghaften Verlangen, ständig erreichbar und auf dem aktuellen Stand der Geschehnisse der Umwelt zu sein.

## Forschung

### Identifikation von Symptomen
Eine Studie mit chinesischen Studenten untersuchte den Zusammenhang zwischen Einsamkeit, Schüchternheit und Smartphonesucht. Es zeigte sich, dass hohe Schüchternheit und Einsamkeit mit einem höheren Risiko für eine Smartphonesucht einhergehen. Zudem konnten Symptome identifiziert werden wie eine Missachtung schädlicher Folgen, eine gedankliche Beschäftigung mit dem Smartphone über die Nutzung selbst hinaus (preoccupation), ein Kontroll- und Produktivitätsverlust und ein Gefühl, ängstlich oder verloren zu sein.

### Smartphone-Abhängigkeits-Skala
Die Smartphone Addiction Scale (SAS) wurde auf Basis des koreanischen Selbstdiagnoseprogramms für Internetsucht (K-Skala) entwickelt. Sie soll der Selbstdiagnose für Smartphone-Sucht dienen.
Basierend auf der SAS und anderen Internet- und Handysucht-Skalen wurde die Smartphone Addiction Proneness Scale (SAPS) für Jugendliche entwickelt. Diese Skala soll Aufschluss über die Anfälligkeit gegenüber der Smartphonesucht geben. Beispielsweise fragt die Skala ab, ob sich Schulnoten durch die exzessive Nutzung des Smartphones verschlechterten oder Freunde und Familie sich über die häufige Nutzung des Smartphones beschwerten. Nachdem die Skala an 795 koreanischen Schülern getestet worden war, konnte sie um einige Parameter erweitert und somit besser auf die Smartphoneabhängigkeit abgestimmt werden. Weitere Methoden zur Bestimmung einer Handyabhängigkeit sind der Internet Addiction Test (IAT) und der Mobile Phone Dependence Questionnaire (MPDQ).

### Addictive Design
Das sogenannte Addictive Design ist eine Technik, die bewusst versucht, Suchtverhalten zu verursachen. Dafür „manipulieren“ die Designer der Nutzeroberflächen sozialer Netzwerke und Streamingplattformen gezielt die Neurochemie des Nutzers. So sind zum Beispiel die wichtigsten Buttons immer am Daumen ausgerichtet. Dies ermöglicht dem Nutzer, schnell auf das Wesentliche zu reagieren. Ein weiteres Beispiel ist die Technik „Autoplay“ auf diversen Video- und Streamingplattformen, eine Technik, die, bevor das eigentliche Video zu Ende ist, bereits ein neues Video in einem kleineren Fenster abspielt. Die Nutzer sollen durch dieses Addictive Design möglichst lang auf der Plattform oder in den Social Media bleiben.

## Selbstkontrolle per Software
Smartphone-Betriebssysteme bieten seit 2018 an, das Nutzungsverhalten darzustellen und teils auch zu begrenzen. Den Anfang machte Google im Mai 2018 bei der Konferenz I/O 2018, als die Systemerweiterung englisch Digital Wellbeing ‚digitales Wohlbefinden‘ angekündigt wurde, die ab Android 9.0 verfügbar ist und helfen soll, Suchtverhalten zu reduzieren. Ebenso hat Apple kurz darauf in iOS 12 unter dem Namen englisch Screentime ‚Bildschirmzeit‘ entsprechende Möglichkeiten eingeführt. Gemeinsam ist beiden Systemerweiterungen, dass die maximale Zeit, die innerhalb jeder einzelnen App verbracht wird, gemessen und limitiert werden kann. Google bietet mit Digital Wellbeing zusätzlich die Option, manuell oder zeitgesteuert das Smartphone-Display auf Graustufen umzuschalten, was die Nutzung hemmen soll. Auf iOS ist dies auch über die Schnellfunktion möglich, muss aber manuell eingerichtet werden.
Wissenschaftlich fundierte Erkenntnisse zum Einfluss der Graustufen oder der Nutzung von Messungen und Begrenzungen der Programme liegen nicht vor (Stand Januar 2019).